# Számelmélet
A számelmélet a matematika egyik ága, mely eredetileg a természetes számok oszthatósági tulajdonságait vizsgálta. Az ez irányú vizsgálatok elnevezésére még ma is alkalmazzák a számelmélet eredeti latinos elnevezését (aritmetika). Utóbbi szót maga a latin is a görögből vette át („arithmosz”: „szám”, a görög szó az „összeácsolni, összetenni, összeilleszteni” igéből eredt). A természetes számok számelméleti tulajdonságai vizsgálhatóak egészen elemi eszközökkel is (elemi számelmélet), de a felsőbb matematika eszköztára (komplex analízis) segítségével is (analitikus számelmélet). A természetes számok körében felvetődő bizonyos kérdések tanulmányozása vezetett a számelmélet problémáinak és fogalmainak gyűrűkre vonatkozó kiterjesztéséhez, a gyűrűk (szám)elméletét algebrai számelméletnek nevezzük.
A számelmélet területén számos egyszerű, laikusok számára is könnyen érthető problémával találkozhatunk, amelyek megoldása azonban még a legnagyobb elméknek is komoly, sokszor megoldhatatlan kihívást jelent (lásd a Nagy Fermat-tételt vagy az ikerprím-sejtést).

## Alágak / Részterületek

### Elemi számelmélet
Ide tartoznak a minden alágban közös fogalmak és tételek, úgymint:
- oszthatóság
- prímek
- maradékos osztás, az euklideszi algoritmus
- a számelmélet alaptétele
- moduláris aritmetika (maradékosztályok és kongruenciák),
- egyszerű diofantoszi egyenletek

### Analitikus számelmélet
A számelméleti problémákat a függvényanalízis eszközeivel vizsgálja: a diszkrét matematika területéhez sorolt számelmélet megközelítése a folytonosság vizsgálatára létrejött szemlélettel és módszerekkel.
- a prímszámtétel, Riemann-sejtés,

Az első jelentősebb analitikus számelméleti eredmény Dirichlet nevéhez fűződik, aki függvénytani módszerekkel bizonyította azt az állítást, miszerint ha a és d relatív prímek, akkor az a, a+d, a+2d, .... , a+nd számtani sorozat végtelen sok eleme prímszám.

### Algebrai számelmélet
A számelméleti problémákat az absztrakt algebra módszereivel vizsgálja.
- algebrai számok
- algebrai egészek
- Galois-elmélet
- véges testek számelmélete
- p-adikus számok
- ideálok elmélete

### Kombinatorikus számelmélet
Ez a nagyrészt Erdős Pál által létrehozott terület a természetes számok kombinatorikusan megfogalmazható tulajdonságaival foglalkozik. Gyakorta használ lineáris algebrai eszközöket is.

### Prímszámelmélet
A prímszámok eloszlásával, tulajdonságaikkal foglalkozik.

### Additív számelmélet
Goldbach-sejtés, Waring-probléma

### Diofantoszi egyenletek
- pitagoraszi számhármasok, Pell-egyenlet, Catalan-sejtés, kétnégyzetszám-tétel, Nagy Fermat-tétel, abc-sejtés

### Geometriai számelmélet
- Rácsgeometria
- Minkowski-tétel
- pakolási problémák
- algebrai geometriai problémák
- Nagy Fermat-tétel

### Számításelméleti számelmélet
- Prímteszt
- Prímfaktorizáció
- Kriptográfia

## Története
Az első számelméleti jellegű felfedezés - természetesen maguknak a számoknak és a velük végzett alapműveleteknek a felfedezése után - a helyiértékes számábrázolásmód fokozatos kialakulása volt. E folyamat az őskor végén és az ókor elején indult, Európában csak a középkorra teljesedett ki. Ez még minden bizonnyal induktív alapokon és nem módszeres, elméleti vizsgálatok eredményeképp történt. Ld. még: A matematika története.
A görög püthagoreusok színre lépése több szempontból is nagyon fontos eredményeket hozott a számelmélet szempontjából. Először is, filozófiai és misztikus spekulációkkal tarkítva, és részben ezek által hajtva, igen érdekes és fontos tudományos felfedezéseket tettek, pl. a természetes számokat összegalakban próbálván előállítani, felfedezték a háromszögszámokat, valamint hasonló fogalmakat és az ezekkel kapcsolatos törvényeket. Rájöttek többek közt, hogy a páratlan számok sorozatának valamely tagig bezárólag történő összegzésével négyzetszám adódik. Ez a számelmélet (aritmetika) módszeres megalapozásának kezdete. Az aritmetika mint tudomány tehát velük jelent meg, bár tudományon - a filozófiával és misztikával való tarkítottság miatt - itt elsősorban a módszerességet és az elméleti igényeket, nem pedig e szó teljes mai értelmét kell venni.
Hirdették, hogy minden dolgok lényege a szám, hogy a természetes számokra építkezve a világ minden jelensége megmagyarázható. De saját maguk mérték filozófiájukra a legnagyobb csapást az összemérhetetlenség - mai szóval, az irracionális számok felfedezésével. Rájöttek ugyanis, hogy vannak olyan mértani alakzatok, pl. egy négyzet és átlója, melyek hosszúságviszonya nem írhatóak le egész számok arányaival (bármilyen kis hosszegységben állapodjunk is meg, vagy a négyzet oldala, vagy az átlója nem lesz egész számmal mérhető), azaz hogy az általuk ismert algebra eszközei korlátozottabbak, mint a geometriai szemlélet. Ez a felfedezés meglepte az elméleti problémákat szerető és a tudományok iránt érdeklődő görögöket. Természetesen adódó válasz volt, hogy mértanként alakították ki matematikájukat (geometrizálás). Így a természetes számok, különösen tudományos szempontból, elvesztették kiemelt jelentőségüket, és sem velük nem foglalkoztak többé évszázadokig kiemelt módon, sem összeadásukkal. Ha összeadni kellett, az általában mértani alakzatként (egyenesszakasz) adódó valós számok összeadását jelentette, és konkrét esetben ezt a görög geométerek könnyedén elvégezhették körzővel.
A görögök után már aritmetikáról sem igen beszélhetünk mint tudományról: a rómaiak korától kezdve teljesen elvesztette minden elméleti jelentőségét. Bár Proklosz az Elemekhez írott ún. második előszóban leszögezi: a matematika két résztudományból áll, aritmetikából és geometriából, és az aritmetikát elvontsága miatt elsődleges figyelem illeti meg; ez valószínűleg egy tradicionális alapokon elfogadott, de a gyakorlatot illetően fokozatosan kiüresedett kijelentés volt, pont az Elemek főképp geometriával foglalkozik, és a püthagoreusok utáni időből sokáig nem maradt fenn olyan írott munka, ami az aritmetikával részletesen foglalkozna.
Az aritmetika vizsgálatok az újkorban indultak meg újra, ebben kiemelt szerepe van Carl Friedrich Gaussnak. A huszadik században a számelmélet kettéosztható az ősibb multiplikatív számelméletre (ez főképp a prímek tanulmányozása, részben absztrakt algebrai, részben analitikus eszközök segítségével) és az additív számelméletre (ez leginkább lineáris algebrát és csoportelméletet igényel).
A huszadik század egyik legnagyobb közfigyelmet kiváltó matematikai felfedezése számelméleti jellegű volt: megoldódott a Fermat-sejtés kérdése. További fontos változás, hogy a hatvanas években még szinte lenézett, alkalmazhatatlan elmetornának gondolt diszkrét matematika és különösen a számelmélet az alkalmazott matematika egyik nagyon fontos területévé vált.